# Vicepresidenti degli Stati Uniti d'America

Stendardo vicepresidenziale

Questa lista cita e spiega in breve i nomi e le informazioni principali dei 50 vicepresidenti che hanno accompagnato i Presidenti degli Stati Uniti d'America dall'adozione della Costituzione a oggi.
Prima della creazione e dell'adozione del XXV emendamento della Costituzione nel 1967, la carica vacante nel mezzo della presidenza non poteva essere riempito fino alla successiva cerimonia d'insediamento presidenziale post-elettorale. Questo emendamento consente di riempire un posto vacante tramite nomina da parte del Presidente e conferma da entrambe le camere del Congresso. Dalla sua ratifica, la vicepresidenza è rimasta vacante due volte (entrambe nel contesto degli scandali del Watergate che circondavano la presidenza di Richard Nixon) ed è stata riempita entrambe le volte tramite questo processo. L'emendamento ha anche stabilito una procedura in base alla quale un vicepresidente può, se il presidente non è in grado di esercitare i poteri e i doveri della carica, assumere temporaneamente il ruolo di presidente.
Tre vicepresidenti hanno brevemente agito come presidente ai sensi del venticinquesimo emendamento: George H. W. Bush il 13 luglio 1985; Dick Cheney il 29 giugno 2002 e il 21 luglio 2007; e Kamala Harris il 19 novembre 2021.

## Cronotassi
| N.             | N.             | Vicepresidente | Vicepresidente                     | Mandato           | Mandato                                 | Partito                  | Stato di provenienza | Incarico precedente                                  | Elezione                     | Presidente  | Presidente                        |
| N.             | N.             | Vicepresidente | Vicepresidente                     | Inizio            | Termine                                 | Partito                  | Stato di provenienza | Incarico precedente                                  | Elezione                     | Presidente  | Presidente                        |
| -------------- | -------------- | -------------- | ---------------------------------- | ----------------- | --------------------------------------- | ------------------------ | -------------------- | ---------------------------------------------------- | ---------------------------- | ----------- | --------------------------------- |
| 1              |                |                | John Adams (1735–1826)             | 21 aprile 1789    | 4 marzo 1797                            | Pro-amministrazione      | Massachusetts        | Ambasciatore nei Paesi Bassi                         | 1788–1789                    |             | George Washington                 |
| 1              | Federalista    | 1792           | John Adams (1735–1826)             | 21 aprile 1789    | 4 marzo 1797                            |                          | Massachusetts        | Ambasciatore nei Paesi Bassi                         |                              |             | George Washington                 |
| 2              |                |                | Thomas Jefferson (1743–1826)       | 4 marzo 1797      | 4 marzo 1801                            | Democratico-Repubblicano | Virginia             | Segretario di Stato                                  | 1796                         |             | John Adams                        |
| 3              |                |                | Aaron Burr (1756–1836)             | 4 marzo 1801      | 4 marzo 1805                            | Democratico-Repubblicano | New York             | Senatore per New York                                | 1800                         |             | Thomas Jefferson                  |
| 4              |                |                | George Clinton (1739–1812)         | 4 marzo 1805      | 20 aprile 1812 (deceduto)               | Democratico-Repubblicano | New York             | Governatore di New York                              | 1804                         |             | Thomas Jefferson                  |
| 4              | 1808           |                | George Clinton (1739–1812)         | 4 marzo 1805      | 20 aprile 1812 (deceduto)               | Democratico-Repubblicano | New York             | Governatore di New York                              | James Madison                |             |                                   |
| Carica vacante | Carica vacante | Carica vacante | Carica vacante                     | 20 aprile 1812    | 4 marzo 1813                            |                          |                      |                                                      | James Madison                |             |                                   |
| 5              |                |                | Elbridge Gerry (1744–1814)         | 4 marzo 1813      | 23 novembre 1814 (deceduto)             | Democratico-Repubblicano | Massachusetts        | Governatore del Massachusetts                        | James Madison                | 1812        |                                   |
| Carica vacante | Carica vacante | Carica vacante | Carica vacante                     | 23 novembre 1814  | 4 marzo 1817                            |                          |                      |                                                      | James Madison                | 1812        |                                   |
| 6              |                |                | Daniel D. Tompkins (1774–1825)     | 4 marzo 1817      | 4 marzo 1825                            | Democratico-Repubblicano | New York             | Governatore di New York                              | 1816                         |             | James Monroe                      |
| 6              | 1820           |                | Daniel D. Tompkins (1774–1825)     | 4 marzo 1817      | 4 marzo 1825                            | Democratico-Repubblicano | New York             | Governatore di New York                              |                              |             | James Monroe                      |
| 7              |                |                | John C. Calhoun (1782–1850)        | 4 marzo 1825      | 28 dicembre 1832 (dimessosi)            | Democratico-Repubblicano | Carolina del Sud     | Segretario alla Guerra                               | 1824                         |             | John Quincy Adams                 |
| 7              | Indipendente   |                | John C. Calhoun (1782–1850)        | 4 marzo 1825      | 28 dicembre 1832 (dimessosi)            |                          | Carolina del Sud     | Segretario alla Guerra                               | 1824                         |             | John Quincy Adams                 |
| 7              | 1828           |                | John C. Calhoun (1782–1850)        | 4 marzo 1825      | 28 dicembre 1832 (dimessosi)            | Andrew Jackson           | Carolina del Sud     | Segretario alla Guerra                               |                              |             |                                   |
| 7              | 1828           | Nullifier      | John C. Calhoun (1782–1850)        | 4 marzo 1825      | 28 dicembre 1832 (dimessosi)            | Andrew Jackson           | Carolina del Sud     | Segretario alla Guerra                               |                              |             |                                   |
| Carica vacante | Carica vacante | Carica vacante | Carica vacante                     | 28 dicembre 1832  | 4 marzo 1833                            | Andrew Jackson           |                      |                                                      |                              |             |                                   |
| 8              |                |                | Martin Van Buren (1782–1862)       | 4 marzo 1833      | 4 marzo 1837                            | Andrew Jackson           | Democratico          | New York                                             | Ambasciatore nel Regno Unito | 1832        |                                   |
| 9              |                |                | Richard Mentor Johnson (1780–1850) | 4 marzo 1837      | 4 marzo 1841                            | Democratico              | Kentucky             | Deputato per il Kentucky                             | 1836                         |             | Martin Van Buren                  |
| 10             |                |                | John Tyler (1790–1862)             | 4 marzo 1841      | 4 aprile 1841 (divenuto presidente)     | Whig                     | Virginia             | Senatore per la Virginia                             | 1840                         |             | William Henry Harrison (deceduto) |
| Carica vacante | Carica vacante | Carica vacante | Carica vacante                     | 4 aprile 1841     | 4 marzo 1845                            |                          |                      |                                                      | 1840                         |             | John Tyler                        |
| Carica vacante | Carica vacante | Carica vacante | Carica vacante                     | 4 aprile 1841     | 4 marzo 1845                            |                          |                      |                                                      | 1840                         |             | John Tyler                        |
| 11             |                |                | George M. Dallas (1792–1864)       | 4 marzo 1845      | 4 marzo 1849                            | Democratico              | Pennsylvania         | Ambasciatore in Russia                               | 1844                         |             | James Knox Polk                   |
| 12             |                |                | Millard Fillmore (1800–1874)       | 4 marzo 1849      | 9 luglio 1850 (divenuto presidente)     | Whig                     | Kentucky             | Deputato per New York                                | 1848                         |             | Zachary Taylor (deceduto)         |
| Carica vacante | Carica vacante | Carica vacante | Carica vacante                     | 9 luglio 1850     | 4 marzo 1853                            |                          |                      |                                                      | 1848                         |             | Millard Fillmore                  |
| 13             |                |                | William R. King (1786–1853)        | 4 marzo 1853      | 18 aprile 1853 (deceduto)               | Democratico              | Carolina del Nord    | Senatore per l'Alabama                               | 1852                         |             | Franklin Pierce                   |
| Carica vacante | Carica vacante | Carica vacante | Carica vacante                     | 18 aprile 1853    | 4 marzo 1857                            |                          |                      |                                                      | 1852                         |             | Franklin Pierce                   |
| 14             |                |                | John C. Breckinridge (1821–1875)   | 4 marzo 1857      | 4 marzo 1861                            | Democratico              | Kentucky             | Deputato per il Kentucky                             | 1856                         |             | James Buchanan                    |
| 15             |                |                | Hannibal Hamlin (1809–1891)        | 4 marzo 1861      | 4 marzo 1865                            | Repubblicano             | Maine                | Senatore per il Maine                                | 1860                         |             | Abraham Lincoln (assassinato)     |
| 16             |                |                | Andrew Johnson (1808–1875)         | 4 marzo 1865      | 15 aprile 1865 (divenuto presidente)    | Unionista Nazionale      | Tennessee            | Governatore del Tennessee                            | 1864                         |             | Abraham Lincoln (assassinato)     |
| Carica vacante | Carica vacante | Carica vacante | Carica vacante                     | 15 aprile 1865    | 4 marzo 1869                            |                          |                      |                                                      | 1864                         |             | Andrew Johnson                    |
| Carica vacante | Carica vacante | Carica vacante | Carica vacante                     | 15 aprile 1865    | 4 marzo 1869                            |                          |                      |                                                      | 1864                         |             | Andrew Johnson                    |
| 17             |                |                | Schuyler Colfax (1823–1885)        | 4 marzo 1869      | 4 marzo 1873                            | Repubblicano             | Indiana              | Presidente della Camera dei rappresentanti           | 1868                         |             | Ulysses S. Grant                  |
| 18             |                |                | Henry Wilson (1812–1875)           | 4 marzo 1873      | 22 novembre 1875 (deceduto)             | Repubblicano             | Massachusetts        | Senatore per il Massachusetts                        | 1872                         |             | Ulysses S. Grant                  |
| Carica vacante | Carica vacante | Carica vacante | Carica vacante                     | 22 novembre 1875  | 4 marzo 1877                            |                          |                      |                                                      | 1872                         |             | Ulysses S. Grant                  |
| 19             |                |                | William A. Wheeler (1819–1887)     | 4 marzo 1877      | 4 marzo 1881                            | Repubblicano             | New York             | Deputato per New York                                | 1876                         |             | Rutherford B. Hayes               |
| 20             |                |                | Chester Arthur (1829–1886)         | 4 marzo 1881      | 19 settembre 1881 (divenuto presidente) | Repubblicano             | New York             | Presidente del Comitato Repubblicano di New York     | 1880                         |             | James A. Garfield (assassinato)   |
| Carica vacante | Carica vacante | Carica vacante | Carica vacante                     | 19 settembre 1881 | 4 marzo 1885                            |                          |                      |                                                      | 1880                         |             | Chester Arthur                    |
| 21             |                |                | Thomas Hendricks (1819–1885)       | 4 marzo 1885      | 25 novembre 1885 (deceduto)             | Democratico              | Indiana              | Governatore dell'Indiana                             | 1884                         |             | Grover Cleveland                  |
| Carica vacante | Carica vacante | Carica vacante | Carica vacante                     | 25 novembre 1885  | 4 marzo 1889                            |                          |                      |                                                      | 1884                         |             | Grover Cleveland                  |
| 22             |                |                | Levi P. Morton (1824–1920)         | 4 marzo 1889      | 4 marzo 1893                            | Repubblicano             | New York             | Ambasciatore in Francia                              | 1888                         |             | Benjamin Harrison                 |
| 23             |                |                | Adlai Stevenson I (1835–1914)      | 4 marzo 1893      | 4 marzo 1897                            | Democratico              | Illinois             | Deputato per l'Illinois                              | 1892                         |             | Grover Cleveland                  |
| 24             |                |                | Garret Hobart (1844–1899)          | 4 marzo 1897      | 21 novembre 1899 (deceduto)             | Repubblicano             | New Jersey           | Vicepresidente del Comitato Nazionale Repubblicano   | 1896                         |             | William McKinley (assassinato)    |
| Carica vacante | Carica vacante | Carica vacante | Carica vacante                     | 21 novembre 1899  | 4 marzo 1901                            |                          |                      |                                                      | 1896                         |             | William McKinley (assassinato)    |
| 25             |                |                | Theodore Roosevelt (1858–1919)     | 4 marzo 1901      | 14 settembre 1901 (divenuto presidente) | Repubblicano             | New York             | Governatore di New York                              | 1900                         |             | William McKinley (assassinato)    |
| Carica vacante | Carica vacante | Carica vacante | Carica vacante                     | 14 settembre 1901 | 4 marzo 1905                            |                          |                      |                                                      | 1900                         |             | Theodore Roosevelt                |
| 26             |                |                | Charles W. Fairbanks (1852–1918)   | 4 marzo 1905      | 4 marzo 1909                            | Repubblicano             | Indiana              | Senatore per l'Indiana                               | 1904                         |             | Theodore Roosevelt                |
| 27             |                |                | James S. Sherman (1855–1912)       | 4 marzo 1909      | 30 ottobre 1912 (deceduto)              | Repubblicano             | New York             | Deputato per New York                                | 1908                         |             | William Howard Taft               |
| Carica vacante | Carica vacante | Carica vacante | Carica vacante                     | 30 ottobre 1912   | 4 marzo 1913                            |                          |                      |                                                      | 1908                         |             | William Howard Taft               |
| 28             |                |                | Thomas R. Marshall (1854–1925)     | 4 marzo 1913      | 4 marzo 1921                            | Democratico              | Indiana              | Governatore dell'Indiana                             | 1912                         |             | Woodrow Wilson                    |
| 28             | 1916           |                | Thomas R. Marshall (1854–1925)     | 4 marzo 1913      | 4 marzo 1921                            | Democratico              | Indiana              | Governatore dell'Indiana                             |                              |             | Woodrow Wilson                    |
| 29             |                |                | Calvin Coolidge (1872–1933)        | 4 marzo 1921      | 2 agosto 1923 (divenuto presidente)     | Repubblicano             | Massachusetts        | Governatore del Massachusetts                        | 1920                         |             | Warren G. Harding (deceduto)      |
| Carica vacante | Carica vacante | Carica vacante | Carica vacante                     | 2 agosto 1923     | 4 marzo 1925                            |                          |                      |                                                      | 1920                         |             | Calvin Coolidge                   |
| 30             |                |                | Charles Dawes (1865–1951)          | 4 marzo 1925      | 4 marzo 1929                            | Repubblicano             | Illinois             | Direttore dell'Ufficio per la gestione e il bilancio | 1924                         |             | Calvin Coolidge                   |
| 31             |                |                | Charles Curtis (1860–1936)         | 4 marzo 1929      | 4 marzo 1933                            | Repubblicano             | Kansas               | Senatore per il Kansas                               | 1928                         |             | Herbert Hoover                    |
| 32             |                |                | John Nance Garner (1868–1967)      | 4 marzo 1933      | 20 gennaio 1941                         | Democratico              | Texas                | Presidente della Camera dei rappresentanti           | 1932                         |             | Franklin D. Roosevelt (deceduto)  |
| 32             | 1936           |                | John Nance Garner (1868–1967)      | 4 marzo 1933      | 20 gennaio 1941                         | Democratico              | Texas                | Presidente della Camera dei rappresentanti           |                              |             | Franklin D. Roosevelt (deceduto)  |
| 33             |                |                | Henry A. Wallace (1888–1965)       | 20 gennaio 1941   | 20 gennaio 1945                         | Democratico              | Iowa                 | Segretario dell'Agricoltura                          | 1940                         |             | Franklin D. Roosevelt (deceduto)  |
| 34             |                |                | Harry S. Truman (1884–1972)        | 20 gennaio 1945   | 12 aprile 1945 (divenuto presidente)    | Democratico              | Missouri             | Senatore per il Missouri                             | 1944                         |             | Franklin D. Roosevelt (deceduto)  |
| Carica vacante | Carica vacante | Carica vacante | Carica vacante                     | 12 aprile 1945    | 20 gennaio 1949                         |                          |                      |                                                      | 1944                         |             | Harry S. Truman                   |
| 35             |                |                | Alben W. Barkley (1877–1956)       | 20 gennaio 1949   | 20 gennaio 1953                         | Democratico              | Kentucky             | Senatore per il Kentucky                             | 1948                         |             | Harry S. Truman                   |
| 36             |                |                | Richard Nixon (1913–1994)          | 20 gennaio 1953   | 20 gennaio 1961                         | Repubblicano             | California           | Senatore per la California                           | 1952                         |             | Dwight D. Eisenhower              |
| 36             | 1956           |                | Richard Nixon (1913–1994)          | 20 gennaio 1953   | 20 gennaio 1961                         | Repubblicano             | California           | Senatore per la California                           |                              |             | Dwight D. Eisenhower              |
| 37             |                |                | Lyndon B. Johnson (1908–1973)      | 20 gennaio 1961   | 22 novembre 1963 (divenuto presidente)  | Democratico              | Texas                | Senatore per il Texas                                | 1960                         |             | John F. Kennedy (assassinato)     |
| Carica vacante | Carica vacante | Carica vacante | Carica vacante                     | 22 novembre 1963  | 20 gennaio 1965                         |                          |                      |                                                      | 1960                         |             | Lyndon B. Johnson                 |
| 38             |                |                | Hubert Humphrey (1911–1978)        | 20 gennaio 1965   | 20 gennaio 1969                         | Democratico              | Minnesota            | Senatore per il Minnesota                            | 1964                         |             | Lyndon B. Johnson                 |
| 39             |                |                | Spiro Agnew (1918–1996)            | 20 gennaio 1969   | 10 ottobre 1973 (dimessosi)             | Repubblicano             | Maryland             | Governatore del Maryland                             | 1968                         |             | Richard Nixon (dimessosi)         |
| 39             | 1972           |                | Spiro Agnew (1918–1996)            | 20 gennaio 1969   | 10 ottobre 1973 (dimessosi)             | Repubblicano             | Maryland             | Governatore del Maryland                             |                              |             | Richard Nixon (dimessosi)         |
| Carica vacante | Carica vacante | Carica vacante | Carica vacante                     | 10 ottobre 1973   | 6 dicembre 1973                         |                          |                      |                                                      |                              |             | Richard Nixon (dimessosi)         |
| 40             |                |                | Gerald Ford (1913–2006)            | 6 dicembre 1973   | 9 agosto 1974 (divenuto presidente)     | Repubblicano             | Michigan             | Deputato per il Michigan                             |                              |             | Richard Nixon (dimessosi)         |
| Carica vacante | Carica vacante | Carica vacante | Carica vacante                     | 9 agosto 1974     | 19 dicembre 1974                        |                          |                      |                                                      |                              | Gerald Ford |                                   |
| 41             |                |                | Nelson Rockefeller (1908–1979)     | 19 dicembre 1974  | 20 gennaio 1977                         | Repubblicano             | New York             | Governatore di New York                              |                              | Gerald Ford |                                   |
| 42             |                |                | Walter Mondale (1928–2021)         | 20 gennaio 1977   | 20 gennaio 1981                         | Democratico              | Minnesota            | Senatore per il Minnesota                            | 1976                         |             | Jimmy Carter                      |
| 43             |                |                | George H. W. Bush (1924–2018)      | 20 gennaio 1981   | 20 gennaio 1989                         | Repubblicano             | Texas                | Direttore della CIA                                  | 1980                         |             | Ronald Reagan                     |
| 43             | 1984           |                | George H. W. Bush (1924–2018)      | 20 gennaio 1981   | 20 gennaio 1989                         | Repubblicano             | Texas                | Direttore della CIA                                  |                              |             | Ronald Reagan                     |
| 44             |                |                | Dan Quayle (1947)                  | 20 gennaio 1989   | 20 gennaio 1993                         | Repubblicano             | Indiana              | Senatore per l'Indiana                               | 1988                         |             | George H. W. Bush                 |
| 45             |                |                | Al Gore (1948)                     | 20 gennaio 1993   | 20 gennaio 2001                         | Democratico              | Tennessee            | Senatore per il Tennessee                            | 1992                         |             | Bill Clinton                      |
| 45             | 1996           |                | Al Gore (1948)                     | 20 gennaio 1993   | 20 gennaio 2001                         | Democratico              | Tennessee            | Senatore per il Tennessee                            |                              |             | Bill Clinton                      |
| 46             |                |                | Dick Cheney (1941)                 | 20 gennaio 2001   | 20 gennaio 2009                         | Repubblicano             | Wyoming              | Segretario alla Difesa                               | 2000                         |             | George W. Bush                    |
| 46             | 2004           |                | Dick Cheney (1941)                 | 20 gennaio 2001   | 20 gennaio 2009                         | Repubblicano             | Wyoming              | Segretario alla Difesa                               |                              |             | George W. Bush                    |
| 47             |                |                | Joe Biden (1942)                   | 20 gennaio 2009   | 20 gennaio 2017                         | Democratico              | Delaware             | Senatore per il Delaware                             | 2008                         |             | Barack Obama                      |
| 47             | 2012           |                | Joe Biden (1942)                   | 20 gennaio 2009   | 20 gennaio 2017                         | Democratico              | Delaware             | Senatore per il Delaware                             |                              |             | Barack Obama                      |
| 48             |                |                | Mike Pence (1959)                  | 20 gennaio 2017   | 20 gennaio 2021                         | Repubblicano             | Indiana              | Governatore dell'Indiana                             | 2016                         |             | Donald Trump                      |
| 49             |                |                | Kamala Harris (1964)               | 20 gennaio 2021   | 20 gennaio 2025                         | Democratico              | California           | Senatrice per la California                          | 2020                         |             | Joe Biden                         |
| 50             |                |                | J. D. Vance (1984)                 | 20 gennaio 2025   | in carica                               | Repubblicano             | Ohio                 | Senatore per l'Ohio                                  | 2024                         |             | Donald Trump                      |

## Ex vicepresidenti viventi
| Vicepresidente | Numero | Numero    | Data di nascita  | Partito      | Stato di provenienza | Presidente        |
| -------------- | ------ | --------- | ---------------- | ------------ | -------------------- | ----------------- |
| Dan Quayle     | 44     | 1989-1993 | 4 febbraio 1947  | Repubblicano | Indiana              | George H. W. Bush |
| Al Gore        | 45     | 1993-2001 | 31 marzo 1948    | Democratico  | Tennessee            | Bill Clinton      |
| Dick Cheney    | 46     | 2001-2009 | 30 gennaio 1941  | Repubblicano | Wyoming              | George W. Bush    |
| Joe Biden      | 47     | 2009-2017 | 20 novembre 1942 | Democratico  | Delaware             | Barack Obama      |
| Mike Pence     | 48     | 2017-2021 | 7 giugno 1959    | Repubblicano | Indiana              | Donald Trump      |
| Kamala Harris  | 49     | 2021-2025 | 20 ottobre 1964  | Democratico  | California           | Joe Biden         |

## Provenienza
La provenienza statale (per luogo di residenza) dei vicepresidenti è sintetizzata nella seguente tabella:
| Posizione | Stato             | Numero | Vicepresidenti                                                                               |
| --------- | ----------------- | ------ | -------------------------------------------------------------------------------------------- |
| 1         | New York          | 10     | Burr, Clinton, Tompkins, Van Buren, Wheeler, Arthur, Morton, Roosevelt, Sherman, Rockefeller |
| 2         | Indiana           | 6      | Colfax, Hendricks, Fairbanks, Marshall, Quayle, Pence                                        |
| 3         | Massachusetts     | 4      | Adams, Gerry, Wilson, Coolidge                                                               |
| 3         | Kentucky          | 4      | R. M. Johnson, Fillmore, Breckinridge, Barkley                                               |
| 5         | Texas             | 3      | Garner, L. B. Johnson, Bush                                                                  |
| 7         | Virginia          | 2      | Jefferson, Tyler                                                                             |
| 7         | Tennessee         | 2      | A. Johnson, Gore                                                                             |
| 7         | Illinois          | 2      | Stevenson, Dawes                                                                             |
| 7         | California        | 2      | Nixon, Harris                                                                                |
| 7         | Minnesota         | 2      | Humphrey, Mondale                                                                            |
| 12        | Carolina del Sud  | 1      | Calhoun                                                                                      |
| 12        | Pennsylvania      | 1      | Dallas                                                                                       |
| 12        | Carolina del Nord | 1      | King                                                                                         |
| 12        | Maine             | 1      | Hamlin                                                                                       |
| 12        | New Jersey        | 1      | Hobart                                                                                       |
| 12        | Kansas            | 1      | Curtis                                                                                       |
| 12        | Iowa              | 1      | Wallace                                                                                      |
| 12        | Missouri          | 1      | Truman                                                                                       |
| 12        | Maryland          | 1      | Agnew                                                                                        |
| 12        | Michigan          | 1      | Ford                                                                                         |
| 12        | Wyoming           | 1      | Cheney                                                                                       |
| 12        | Delaware          | 1      | Biden                                                                                        |
| 12        | Ohio              | 1      | Vance                                                                                        |